# Weezer (White Album)
| 전문가 평가          | 전문가 평가 |
| 총 점수              | 총 점수     |
| 출처                 | 점수        |
| -------------------- | ----------- |
| AnyDecentMusic?      | 6.9/10      |
| 메타크리틱           | 71/100      |
| 평가 점수            |             |
| 출처                 | 점수        |
| AllMusic             | [ 3 ]       |
| The A.V. Club        | B           |
| Entertainment Weekly | B           |
| The Guardian         | [ 6 ]       |
| Newsday              | A           |
| NME                  | 4/5         |
| Pitchfork            | 6.2/10      |
| Q                    | [ 10 ]      |
| Rolling Stone        | [ 11 ]      |
| Spin                 | 8/10        |

《White Album》으로도 알려진 《Weezer》는 2016년 4월 1일에 발매된 미국의 록 밴드 위저의 열 번째 스튜디오 음반이다. 이 음반은 제이크 싱클레어가 처음으로 프로듀싱한 음반이다. 크러쉬 매니지먼트를 통한 첫 번째 발매이며 애틀랜틱 레코드에서 배급했다.
이 음반을 위해 밴드의 프론트맨 리버스 쿼모는 잘라내기 기법을 사용하여 잠재적인 가사를 스프레드시트에 추가하고 음절 수와 단어 스트레스에 따라 〈Summer Elaine and Drunk Dori〉, 〈L.A. Girlz〉와 같은 노래에 포함시키는 등 새로운 작곡 기법을 탐구했다. 이 음반은 젠더 역학, 현대 데이트 경험 및 종교적 도상학에 대한 언급의 주제를 탐구한다. 음악적으로 이 음반은 밴드의 첫 두 음반인 《Weezer (Blue Album)》 (1994년)와 《Pinkerton》 (1996년)에 대한 헌사 역할을 하는 동시에 비치 보이스에 대한 헌사 역할도 한다.
위저는 이전 음반인 《Everything Will Be Alright in the End》의 비평적 성공을 이어가는 동시에 이전 음반을 상업적으로 개선하여 첫 주에 49,000장이 판매되어 미국 빌보드 200에서 4위에 올랐다. 이 음반은 세 개의 싱글 〈Thank God for Girls〉, 〈Do You Wanna Get High?〉, 〈King of the World〉를 프로듀싱했다.

## 배경 및 녹음
《Everything Will Be Alright in the End》가 발매되고 소규모 프로모션 투어가 진행된 후 위저는 매니지먼트와 결별하고 대신 크러쉬 매니지먼트와 계약했다. 즉시 밴드의 새 매니저 조나단 다니엘은 밴드에 "해변 음반"을 제작할 것을 제안했는데, 이는 밴드의 프론트맨 리버스 쿼모가 "너무 뻔해서 우리가 깨닫지도 못했다"고 생각했다는 것을 시사한다. 또한 쿼모는 크러쉬를 통해 2009년 밴드의 싱글 〈(If You're Wondering If I Want You To) I Want You To〉의 엔지니어였던 프로듀서 제이크 싱클레어를 만나 한때 워너비저라는 이름의 위저 커버 밴드를 이끌었다. 싱클레어는 쿼모를 자신의 홈 스튜디오로 초대했고, 두 사람은 〈California Kids〉의 어쿠스틱 데모를 녹음했다. 이 데모를 "다음 음반의 중심점"으로 삼아 싱클레어를 프로듀서로 고용하여 싱글 〈Do You Wanna Get High?〉를 처음 녹음했다.
쿼모는 싱클레어와의 관계를 "끊임없이 서로 다른 방향으로 끌어당기고 있다"고 설명했는데, 후자는 "진화하고 미친 실험을 시도하고 싶다"는 것이었고, 후자는 "팬들의 목소리, 매우 보수적인" 역할을 했다고 쿼모는 결론지었다. 싱클레어는 쿼모가 《Blue Album》에 많이 등장하는 롱아일랜드 억양을 잃으면 보컬 테이크 도중에 쿼모를 방해하기도 했다. 리듬 기타리스트 브라이언 벨은 "싱클레어는 우리가 어떻게 소리를 내야 하는지 아는 것보다 더 많이 알고 있었다"고 말했다. 각 곡의 작곡에 따라 싱클레어는 개별 밴드 멤버를 데리고 개인의 악기 편곡에 대해 개인적으로 작업했다. 쿼모는 이렇게 하면 더 "신선하고 레이어드된" 아이디어를 얻을 수 있다고 말했다.

## 상업적 성과
《Weezer》는 빌보드 200에서 49,000장을 판매하며 4위로 데뷔하여 위저의 6번째 톱 5 음반이자 밴드의 8번째 톱 10 음반이 되었다. 하지만 이 음반은 2주 만에 차트 100위권에 머물렀고, 캐나다 음반 차트에서는 3,600장이 판매되어 10위로 데뷔했다. 2016년 9월 2일 현재 이 음반은 전 세계적으로 75,000장 이상 판매되었다.

## 곡 목록
| #   | 제목                             | 작사·작곡                                            | 재생 시간 |
| --- | -------------------------------- | ---------------------------------------------------- | --------- |
| 1.  | 〈California Kids〉              | 리버스 쿼모, 댄 윌슨                                 | 3:25      |
| 2.  | 〈Wind in Our Sail〉             | 쿼모, 스콧 체사크, 라이언 스프레이커                 | 2:53      |
| 3.  | 〈Thank God for Girls〉          | 쿼모, 알렉스 구스, 마이클 발저, 알렉스 발저, 빌 페티 | 3:30      |
| 4.  | 〈(Girl We Got A) Good Thing〉   | 쿼모                                                 | 3:25      |
| 5.  | 〈Do You Wanna Get High?〉       | 쿼모                                                 | 3:25      |
| 6.  | 〈King of the World〉            | 쿼모, 자라드 크리츠스타인                            | 3:24      |
| 7.  | 〈Summer Elaine and Drunk Dori〉 | 쿼모                                                 | 3:25      |
| 8.  | 〈L.A. Girlz〉                   | 쿼모, 브라이언 벨, 루터 러셀                         | 3:29      |
| 9.  | 〈Jacked Up〉                    | 쿼모, 조나단 코퍼, 휴 페스코드                       | 2:53      |
| 10. | 〈Endless Bummer〉               | 쿼모, 벨, 러셀                                       | 4:14      |